# Floyd Mayweather, Jr.
Floyd Joy Mayweather Jr, més conegut com a Floyd Mayweather, Jr. (Grand Rapids, Michigan, 24 de febrer de 1977), i nascut com a Floyd Joy Sinclair, és un boxador professional nord-americà. És fill del boxador Floyd Mayweather Sr. i nebot i pupil del boxador campió del món Roger "Black Mamba" Mayweather. Ha estat campió del món en cinc categories diferents: superploma, lleuger, superlleuger, welter i superwelter. És considerat actualment com un dels millors boxejadors del món segons The Ring gràcies a una tècnica molt depurada, desplaçaments constants al llarg del ring i la seva capacitat per controlar el ritme del combat a voluntat. És considerat el rei de PPV, ja que porta venudes més de 14 milions de caixes per un valor de més de 700 milions de dòlars, i ha participat en els dos esdeveniments amb més vendes; el seu enfrontament amb Óscar de la Hoya amb 2,4 milions de vendes i el combat davant el mexicà Saúl "el canelo" Álvarez amb 2,2 milions de vendes.